# Gobemouche de Hodgson
Ficedula erithacus
Espèce
Statut de conservation UICN

 LC  : Préoccupation mineure
Le Gobemouche de Hodgson (Ficedula hodgsonii) est une espèce d’oiseaux de la famille des Muscicapidae.

## Répartition
Son aire s'étend à travers lest de l'Himalaya, le Patkai, le Yunnan et le centre de la Chine ; il hiverne à travers le nord de l'Indochine